# Google Now
Google Now — персонализированный сервис поиска от компании Google.

## История
В конце 2011 года в Интернете стали появляться сообщения, что к выходу Android 4.1 приложение «Google Поиск» будет усовершенствовано. Первоначально кодовым названием Google Now было «Majel».
27 июня 2012 года Google Now был продемонстрирован в рамках демонстрации Android 4.1 на конференции Google I/O. На момент появления приложения было 10 информационных карточек.
9 июля того же года приложение вышло в открытый доступ вместе с новой Android 4.1.
21 марта 2013 года исполнительный председатель Google Эрик Шмидт заявил, что приложение Google Now для iOS было отправлено на проверку в iTunes, однако позже отрицал этот случай. Несмотря на это, Google Now для iOS 29 апреля 2013 года появилось в iTunes.
В декабре 2012 года появилась информация, что Google Now могут интегрировать в Google Chrome, а также, что ассистент будет служить заменой сервису iGoogle (позже эта информация была опровергнута). 15 мая 2013 года на конференции Google I/O подтвердилась информация об интеграции сервиса в браузер. В версии Google Chrome Canary от 16 января 2014 года появилась альфа-версия ассистента. В стабильной версии Google Chrome от 24 марта того же года появилась финальная версия ассистента. Чуть раньше в браузере появилась возможность искать через голосовую команду «О’кей Google», которая в октябре 2015 года была убрана, так как не пользовалась популярностью.
В 2012 году приложение было названо «Инновацией года».

## Функциональность
Приложение выдаёт информацию с учётом текущего местоположения пользователя, его личной информации из календаря, истории поисковых запросов, истории перемещений, истории посещённых страниц и т. д. Пользователь может настроить карточки под свои потребности и удалить ненужные. По словам разработчиков, подобный интерфейс является наиболее удобным для постоянного обновления информации.
На данный момент в Google Now присутствуют 36 информационных карточек:
- Шагомер
- День рождения
- Концерт
- Валюта
- Новости
- Мероприятия
- Напоминания
- Авиарейсы
- Дни рождения друзей
- Отели
- Кино
- Достопримечательности
- События
- Фото
- Новые эпизоды фильмов / книги / музыка
- Следующая встреча
- Парковки
- Перечень товаров
- Общественный транспорт
- Акции
- Время дома
- Движение
- Перевод
- Погода
- Что посмотреть / почитать

Также с января 2015 года в приложении предусмотрены карточки от сторонних приложений (например, «Shazam», «ВКонтакте» или «eBay»).

### Google Now on Tap
Google в конференции Google I/O 2015 представили функцию Google Now on Tap. Это сервис контекстных подсказок. Вы сидите в странице группы/слушаете музыку/просматривайте номер вашего контакта, нажимайте на кнопку «Домой» и высвечивается контекстные подсказки. При появлении Android 6.0 Google Now on Tap работал при английском языке системы. А до сегодня — на русском. Google Now on Tap поддерживает сервисы Google и Android 4.4+

## Google Старт
Google Старт — лаунчер от компании Google, имитирующий стандартный интерфейс сначала Android 4.4, затем — 5.0, сейчас — 6.0.
Приложение создано для пользователей, которые предпочитают стандартный интерфейс Android и поиск по команде «О’кей Google». Приложение включает в себя:
- стандартные обои Android 6.0 Marshmallow
- стандартное меню приложений Android 6.0
- усовершенствованный шрифт Roboto
- анимации из Android 6.0
- строку поиска Android 6.0
- функцию «О’кей Google»
- поддержка Now on Tap (Android 6.0)

Приложение работает только при наличии последней версии приложения Google Now. Оно было выпущено 1 мая 2014 года и обновлялось только 2 раза: в сентябре и 15 октября 2015 года.

С 2017 года приложение больше не поддерживается и будет удалено из Google Play в связи с выпуском Pixel Launcher — аналогом Google Старт, предустановленном на Google Pixel и впоследствии доступном на устройствах Android 5.0 и выше.